# Heinz Schwarz (Bildhauer)
Heinz Schwarz (* 2. Juli 1920 in Arbon; † 12. August 1994 in Satigny, heimatberechtigt in Buchholterberg) war ein Schweizer Bildhauer und Maler.

## Leben und Werk

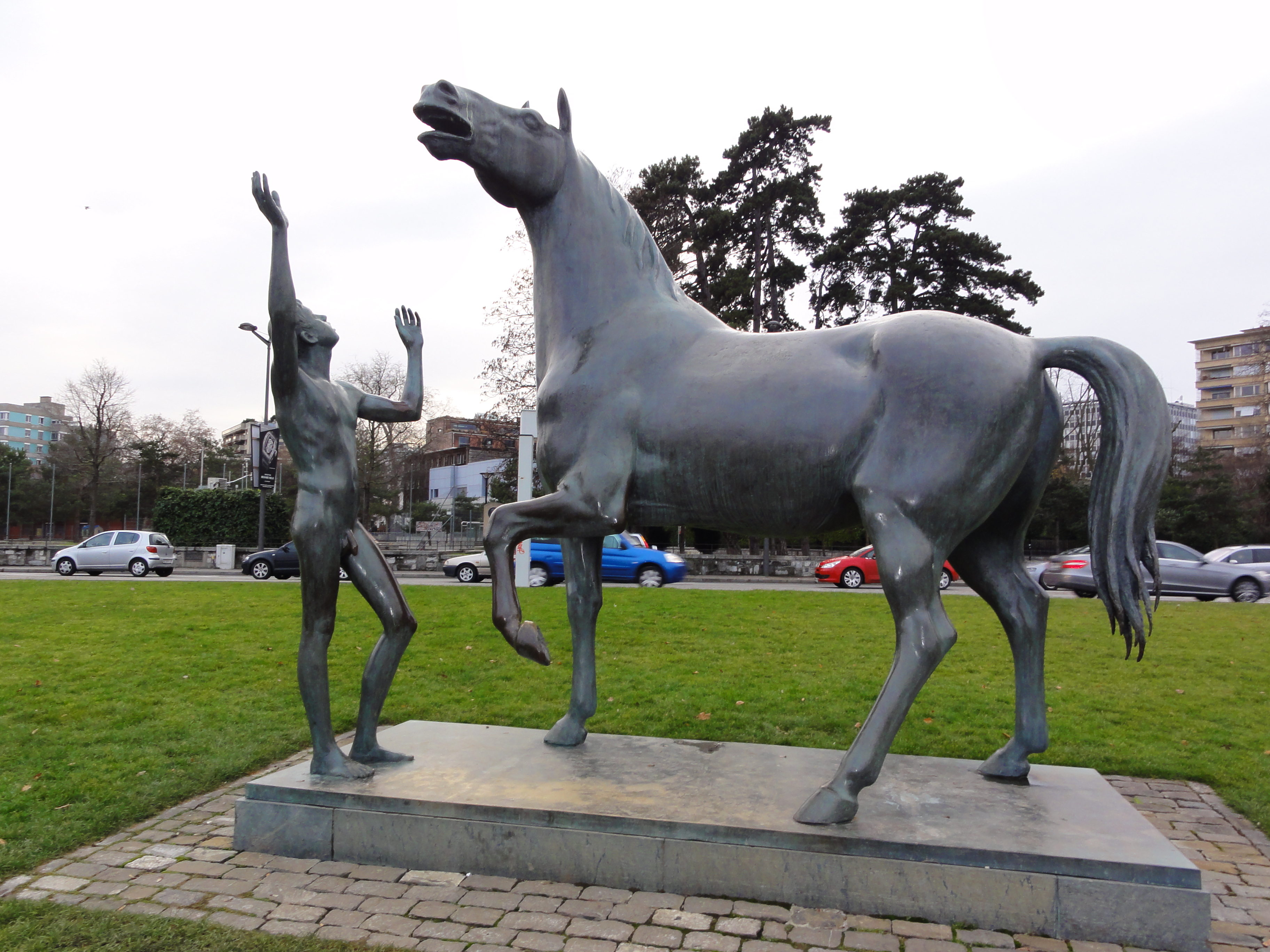
Skulptur L'adolescent et le cheval (1976), Seepromenade Genf

Heinz Schwarz war das älteste von fünf Kindern des Ernst Schwarz und wuchs in Gerlafingen und Solothurn auf. Nach seiner Schulzeit in Gerlafingen absolvierte er eine Lithografenlehre in Aarau. Später wechselte er zur Bildhauerei, die er sich grösstenteils autodidaktisch beibrachte. Ab 1943 lebte er in Genf und mietete sich ein Atelier am Boulevard Carl-Vogt. In Zürich absolvierte er bei Karl Geiser ein Praktikum, das er später als Fehler bezeichnete. Zudem bildete er sich auch bei Jakob Probst weiter. 
Schwarz war Mitglied der Sektion Genf der Gesellschaft Schweizerischer Maler und Bildhauer (GSAMBA). In früheren Jahren schuf er archaische Skulpturen ohne spezifische Persönlichkeit. Ab den 1960er-Jahren begann er seinen Skulpturen die Namen seiner Kindsfrauen-Modelle zu geben. Spätere Werke weisen überlange Extremitäten sowie auffallend schlank gestaltete Häupter auf.
Nach dem Zweiten Weltkrieg unternahm Schwarz Studienreisen nach Florenz, Orvieto, Rom und Pompeji, Frankreich und Ägypten. Wieder in Genf, übernahm er das Atelier vom Künstler Max Weber (1897–1982) an der Rue du Stand.

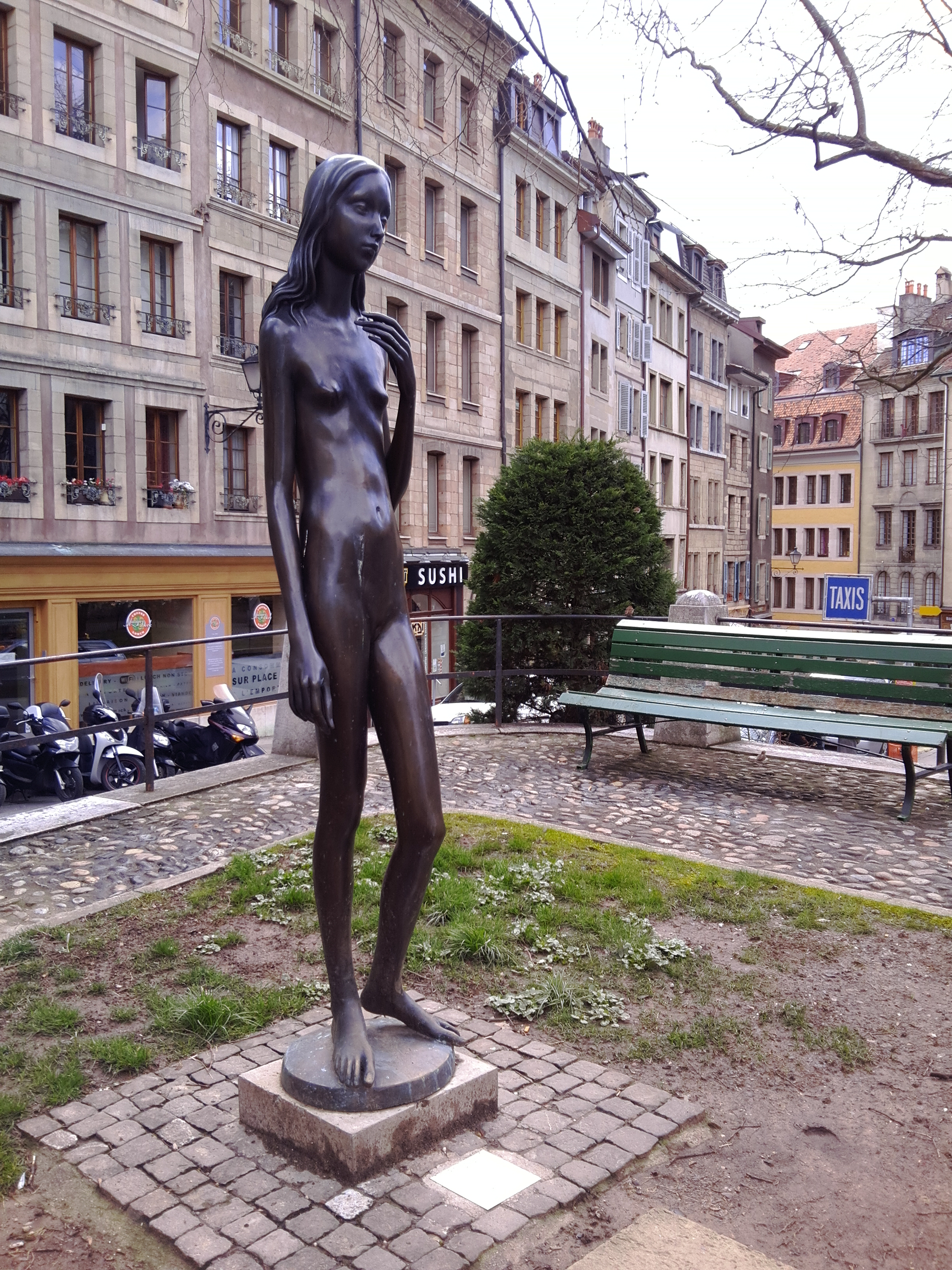
Skulptur Clémentine (1974) auf der Place du Bourg-de-Four

Eines seiner grössten Werke im öffentlichen Raum ist die 1976 geschaffene Skulptur L’adolescent et le cheval an der Seepromenade in Genf. Unweit davon ist seine bekannteste Skulptur Clémentine auf der Place du Bourg-de-Four. Sie ist ein Symbol der Solidarität mit Frauen und Kindern, insbesondere mit jenen Frauen, die zur Prostitution gezwungen werden. 
Schwarz hielt sich oft in seinem Haus in Châteauneuf-Grasse auf und malte dort vorwiegend Landschaften. 1949, 1952 und 1956 erhielt er ein Eidgenössisches Kunststipendium sowie 1954 ein Kiefer-Hablitzel-Stipendium. 1978 erhielt er den Kunstpreis des Kantons Solothurn.
Schwarz war mit dem aus Grenchen stammenden Kunstsammler und Galeristen Toni Brechbühl (1920–2018) befreundet. Zudem stand er im freundschaftlichen, brieflichen Kontakt zum Regierungsrat Gottfried Wyss-Jäggi (1921–2019). Dieser erwarb auch eine Anzahl seiner Werke.
Schwarz stellte seine Werke in zahlreichen Gruppen- und Einzelausstellungen aus. 1992 richtete das Kunstmuseum Solothurn eine umfassende Retrospektive aus, und anlässlich seines 100. Geburtstags widmete es ihm im Jahr 2020 eine weitere Ausstellung.

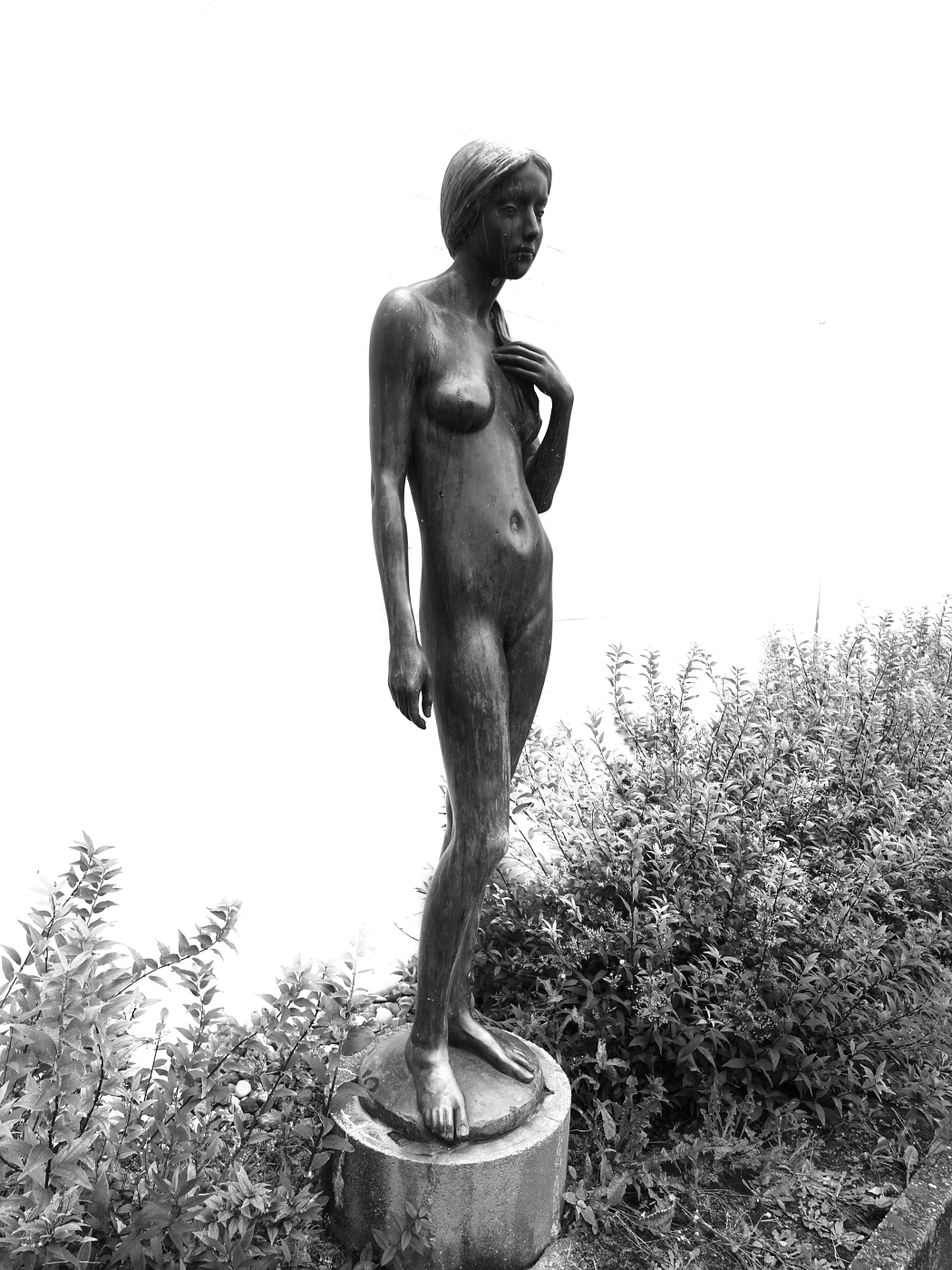
Skulptur, Sekundarschule Nänikon
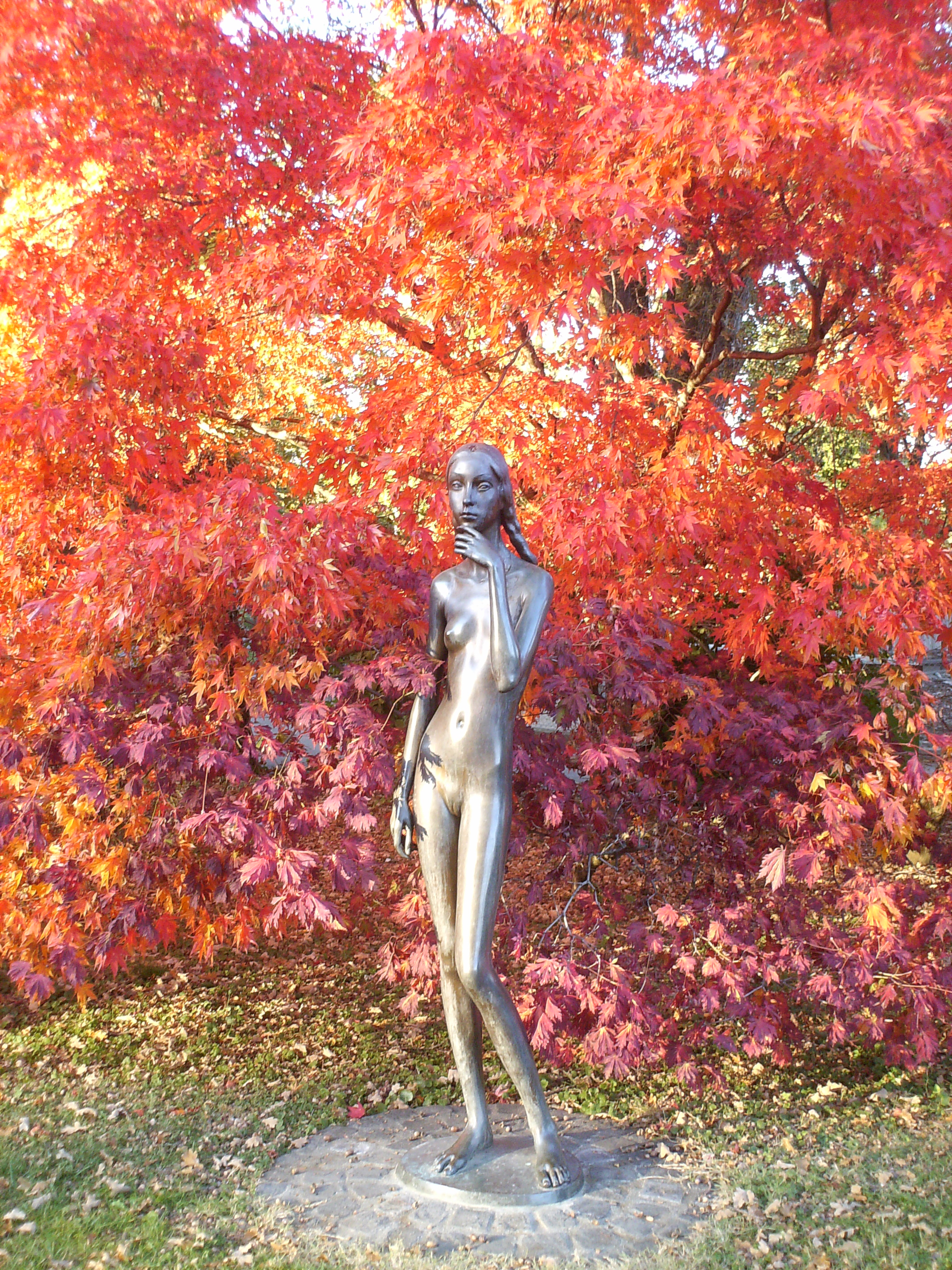
Christine Z, Mon-Repos, Genf
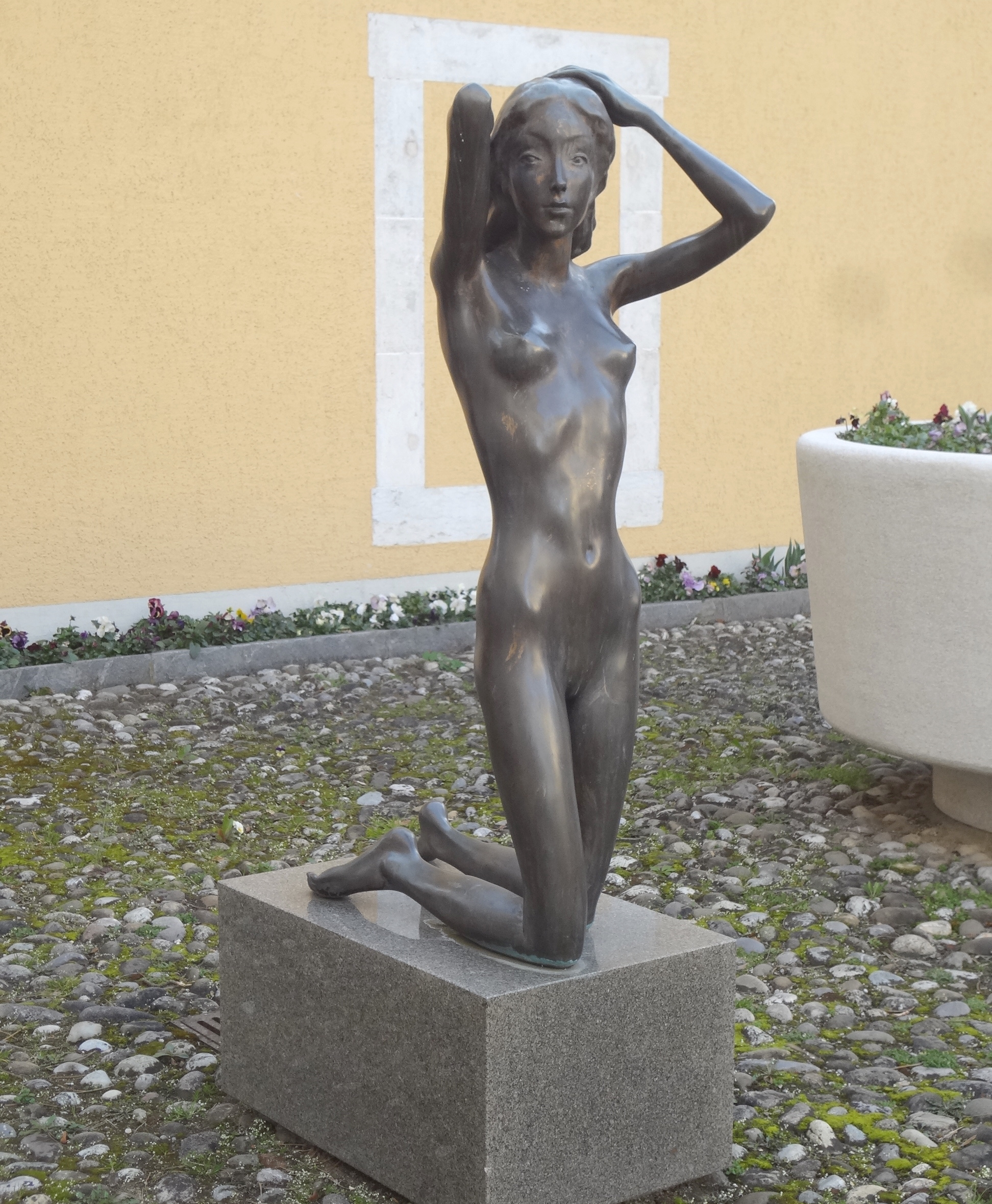
Agenouillée, Onex, Genf
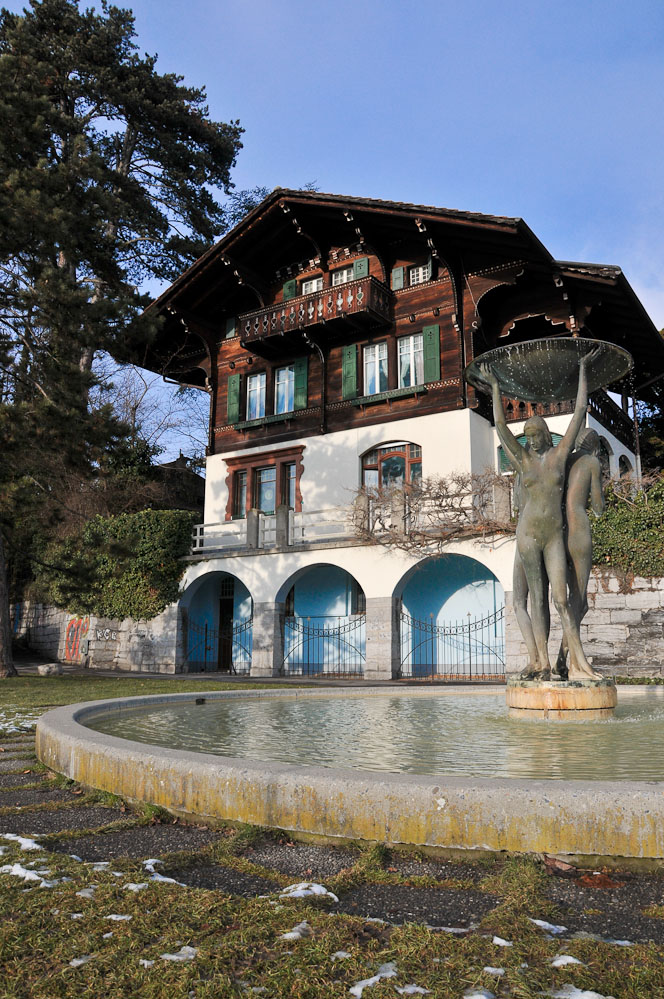
Drei-Grazien-Brunnen, Aarequai Thun
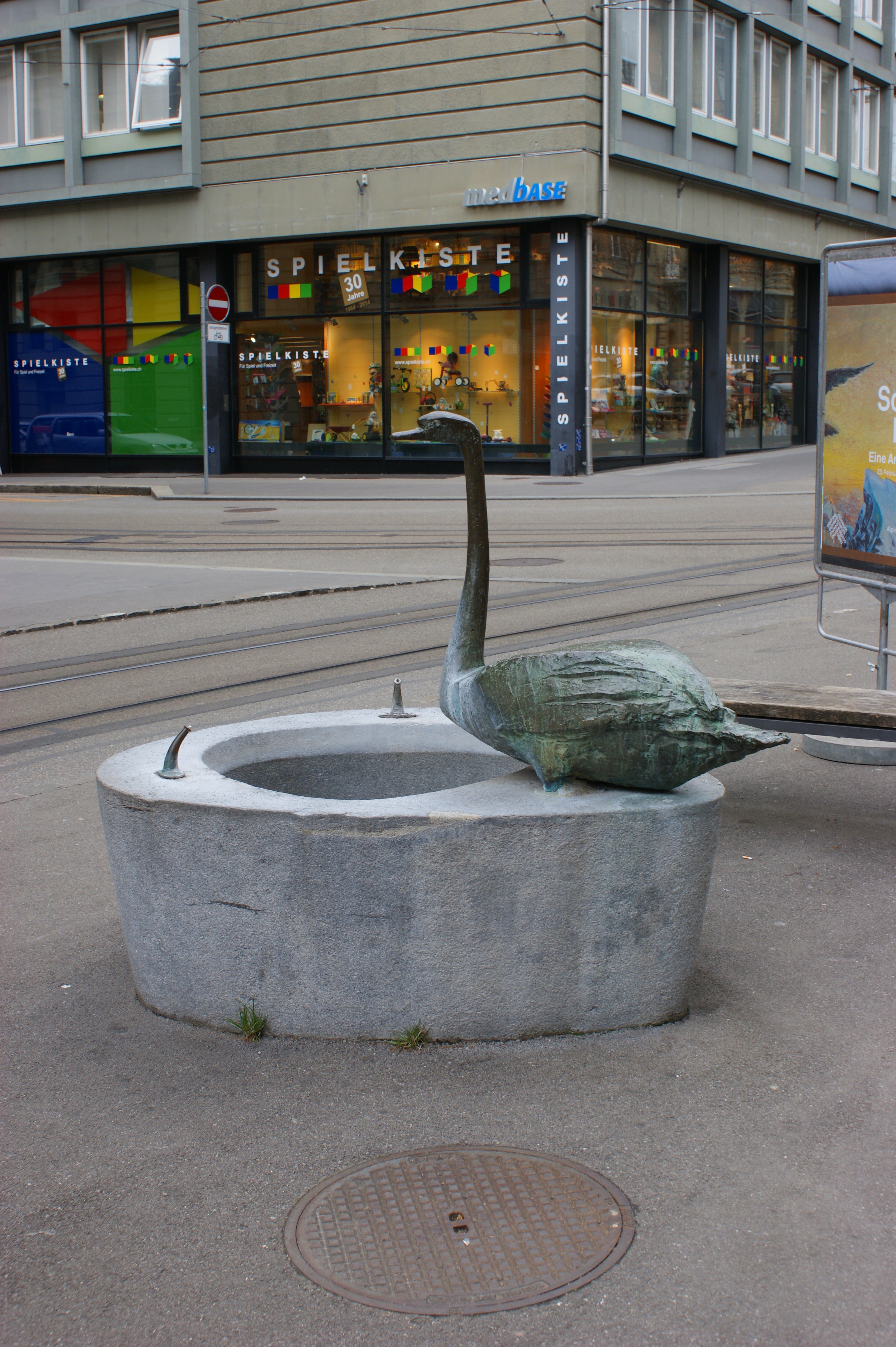
Schwanengasse-Brunnen, Bern